# UglyDolls. Куклы с характером (саундтрек)
UglyDolls: Original Motion Picture Soundtrack — музыка к фильму «UglyDolls. Куклы с характером» 2019 года. Альбом состоит из песен Келли Кларксон, Ника Джонаса, Жанель Монэ, Биби Рексы, Блейка Шелтона, Pentatonix, Анитты и Why Don’t We и был выпущен 26 апреля 2019 года лейблом Atlantic Records. Трек Кларксон «Broken & Beautiful» был выпущен 27 марта, до релиза альбома, и стал ведущим синглом. Также до альбома была выпущена песня Анитты «Ugly».

## Список композиций
| №                   | Название                                                                              | Автор(ы)                                                                         | Продюсер(ы)                           | Длительность |
| ------------------- | ------------------------------------------------------------------------------------- | -------------------------------------------------------------------------------- | ------------------------------------- | ------------ |
| 1.                  | «Broken & Beautiful]» (Келли Кларксон)                                                | Алиша Мур Стив Мак Джонни Макдэйд Marshmello                                     | Мак Marshmello                        | 3:38         |
| 2.                  | «Couldn't Be Better» (Келли Кларксон) (Поп-версия)                                    | Кристофер Леннерц Гленн Слейтер                                                  | Джесси Шаткин                         | 3:31         |
| 3.                  | «Today's the Day» (Келли Кларксон)                                                    | Леннерц Слейтер                                                                  | Шаткин                                | 0:31         |
| 4.                  | «Couldn't Be Better» (Келли Кларксон и актёрский состав UglyDolls) (Версия из фильма) | Lennertz Slater                                                                  | Шаткин                                | 4:16         |
| 5.                  | «Today's the (Perfect) Day» (актёрский состав UglyDolls)                              | Леннерц Слейтер                                                                  | Леннерц Джулиана Хэтфилд              | 1:41         |
| 6.                  | «The Ugly Truth» (Ник Джонас)                                                         | Леннерц Слейтер                                                                  | Дэйви Нейтан Philsmeeze               | 3:43         |
| 7.                  | «You Make My Dreams» (Pentatonix)                                                     | Дэрил Холл Джон Оутс Сара Аллен                                                  | PTX Бен Брам                          | 2:26         |
| 8.                  | «The Uglier Truth» (Ник Джонас)                                                       | Леннерц Слейтер Скотт Киркленд                                                   | The Crystal Method                    | 0:37         |
| 9.                  | «All Dolled Up» (Жанель Монэ и Келли Кларксон)                                        | Леннерц Слейтер                                                                  | Мейер Хоуторн Нейтан Philsmeeze [ a ] | 3:48         |
| 10.                 | «Unbreakable» (Жанель Монэ и Келли Кларксон)                                          | Леннерц Слейтер Киркленд Кит Харрисон Лора Харрисон                              | Шаткин The Crystal Method             | 3:24         |
| 11.                 | «The Big Finale» (актёрский состав UglyDolls)                                         | Леннерц Слейтер                                                                  | Джерри Харрисон                       | 3:31         |
| 12.                 | «Girl in the Mirror» (Биби Рекса)                                                     | Джонас Джеберг Нил Орманди Ингрид Эндресс                                        | Джеберг Jussifer                      | 2:38         |
| 13.                 | «Ugly» (Анитта) (английская версия)                                                   | Джейсон де Зузио Стефан Джонсон Джордан Джонсон Sizzy Rocket Софи Роуз Абрамс    | The Monsters & Strangerz              | 3:12         |
| 14.                 | «Don't Change» (Why Don't We)                                                         | Луис Шурл JHart Марко Борреро Дэниел Сиви Джонни Прайс Корбин Бессон Джона Мараи | Mag Шурл                              | 2:56         |
| 15.                 | «Wallflowers & Weeds» (Блейк Шелтон)                                                  | Джейсон Гантт Скотт Степакофф Айви Уолкер Софи Уолкер                            | Скотт Джонсон Скотт Хендрикс          | 3:18         |
| 16.                 | «Ugly» (Анитта) (испанская версия)                                                    | Джин Родригес Де Зузио С. Джонсон Дж. Джонсон Rocket Абрамс                      | The Monsters & Strangerz              | 3:13         |
| Общая длительность: | Общая длительность:                                                                   | Общая длительность:                                                              | Общая длительность:                   | 46:23        |

## Чарты
| Чарт (2019)                      | Высшая позиция |
| -------------------------------- | -------------- |
| US Billboard 200                 | 182            |
| US Top Album Sales (Billboard)   | 67             |
| US Kid Albums (Billboard)        | 1              |
| US Soundtrack Albums (Billboard) | 10             |

## Комментарии
1. ↑  Указан как дополнительный продюсер
2. ↑  Существует также португальская версия, также исполненная Аниттой